# Japanobotrychium arisanense
Japanobotrychium arisanense là một loài dương xỉ trong họ Ophioglossaceae. Loài này được Masam. mô tả khoa học đầu tiên năm 1931.
Danh pháp khoa học của loài này chưa được làm sáng tỏ. 